# Ciclocross

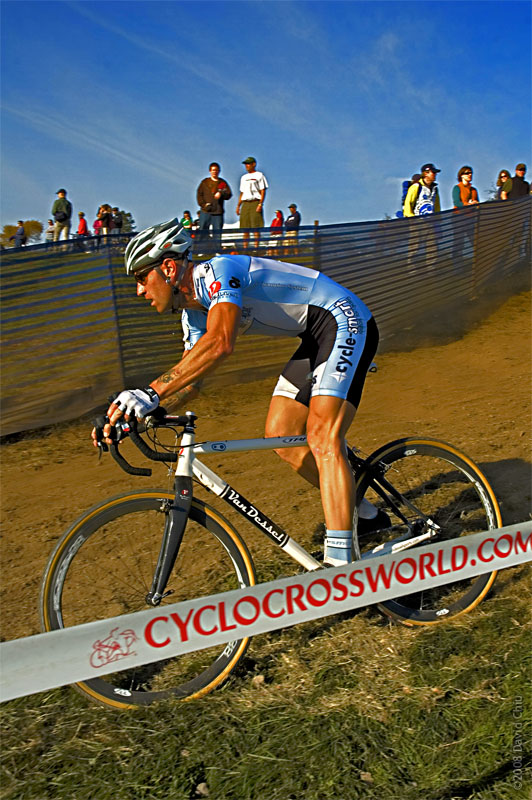

O ciclocrosse é uma variedade de competição de ciclismo. Foi criado por ciclistas europeus de estrada com a finalidade de manter o seu condicionamento físico durante o outono e inverno, período em que as provas eram raras. Se analisarmos as provas de mountain bike a partir dos anos 90 veremos que os norte-americanos (supostos inventores da modalidade) já não são os dominadores: os europeus vencem quase sempre. Isso não aconteceu porquê os europeus "pegaram a mão" da modalidade rapidamente: no fundo, o mountain bike é o neto do ciclocross.
Actualmente países como a Bélgica e Holanda são os grandes dominadores da modalidade, que depois de uma longa interrupção, regressou no ano 2010 à actividade em Portugal.
Em 2011/2012 Portugal já contou com a disputa de uma Taça, composta por quatro provas (Sobrado, Águeda, Mirandela e Vila do Conde) e Campeonato Nacional, disputado em Fermentões, Guimarães.
Celestino Pinho e Isabel Caetano são os actuais campeões nacionais 2011/2012. Nas restantes categorias os campeões são: Mário Costa (Sub-23) Rogério Matos (Master 30) António Sousa (Master 40) António Bento (Master 50).